# Kruppomenia minima
Kruppomenia minima is een Solenogastressoort uit de familie van de Simrothiellidae. De wetenschappelijke naam van de soort is voor het eerst geldig gepubliceerd in 1903 door Nierstrasz.